# Герман Бауер (підводник)
Герман Бауер (нім. Hermann Bauer; 17 серпня 1917, Кобленц — 27 березня 1943, Атлантичний океан) — німецький офіцер-підводник, капітан-лейтенант крігсмаріне.

## Біографія
3 квітня 1936 року вступив на флот. Після проходження навчання з 4 квітня 1938 року служив в 1-й флотилії мінних тральщиків: з 4 квітня по 30 вересня 1938 року — на мінному тральщику M122, з 1 по 29 жовтня 1938 року — на M132, з 25 листопада 1938 по 9 січня 1939 року — знову на M122, з 1 квітня 1919 по 28 квітня 1940 року — M5. З 29 квітня 1940 року — офіцер групи училища зв'язку в Фленсбурзі-Мюрвіку. З 21 серпня 1940 року служив в дивізіоні корабельних гармат в Мюнстерлагері. З 27 січня по 28 червня 1941 року пройшов курс підводника. З 30 червня 1941 року — 1-й вахтовий офіцер на підводному човні U-67, на якому взяв участь у двох походах (19-29 серпня 1941, 14 вересня — 16 жовтня 1941). Під час другого походу був потоплений 1 корабель водотоннажністю 3753 тонни. З 5 січня по 8 лютого 1942 року пройшов курс командира човна. З 10 березня по 4 жовтня 1942 року — командир U-30, з 16 листопада 1942 року — U-169. 18 березня 1943 року вийшов у свій перший і останній похід. 27 березня U-169 був потоплений в Північній Атлантиці південніше Ісландії (60°54′ пн. ш. 15°25′ зх. д.) глибинними бомбами британського бомбардувальника «Летюча Фортеця». Всі 54 члени екіпажу загинули.

## Звання
- Кандидат в офіцери (3 квітня 1936)
- Морський кадет (10 вересня 1936)
- Фенріх-цур-зее (1 травня 1937)
- Оберфенріх-цур-зее (1 липня 1938)
- Лейтенант-цур-зее (1 жовтня 1938)
- Оберлейтенант-цур-зее (1 жовтня 1940)
- Капітан-лейтенант (1 квітня 1943, посмертно)

## Нагороди
- Залізний хрест
  - 2-го класу (9 травня 1940)
  - 1-го класу (28 грудня 1941)
- Нагрудний знак мінних тральщиків (листопад 1940)
- Нагрудний знак підводника (28 грудня 1941)